# Natalia Shubenkova
Natalia Shubenkova (Unión Soviética, 25 de septiembre de 1957) es una atleta soviética retirada especializada en la prueba de heptalón, en la que ha conseguido ser subcampeona europea en 1986.

## Carrera deportiva
En el Campeonato Europeo de Atletismo de 1986 ganó la medalla de plata en la competición de heptalón, con un total de 6645 puntos, quedando en el podio tras la alemana Anke Behmer y por delante de la británica Judy Simpson (bronce con 6623 puntos).
Su mejor marca en los 100 metros vallas es de 12.93 segundos, logrado en 1984, y en heptalón es de 6859 puntos, logrado el mismo año de 1984.